# 透明板
透明板为動物表皮下用于连接真皮、表皮的基底膜带中的一层结构。该结构是一个大约40纳米宽的低电子密度区（electron-lucent），位于基底细胞质膜和高电子密度（electron-dense）的致密板之间。
牙釉质和结合上皮之间可以观察到高电子密度区和低电子密度区。低电子密度区毗邻结合上皮细胞（junctional epithelium），可视为透明板的延续：两者中均含半桥粒（hemidesmosomes）。而致密板、高电子密度区以及相邻的牙釉质不含半桥粒。